# Magnesiarinne

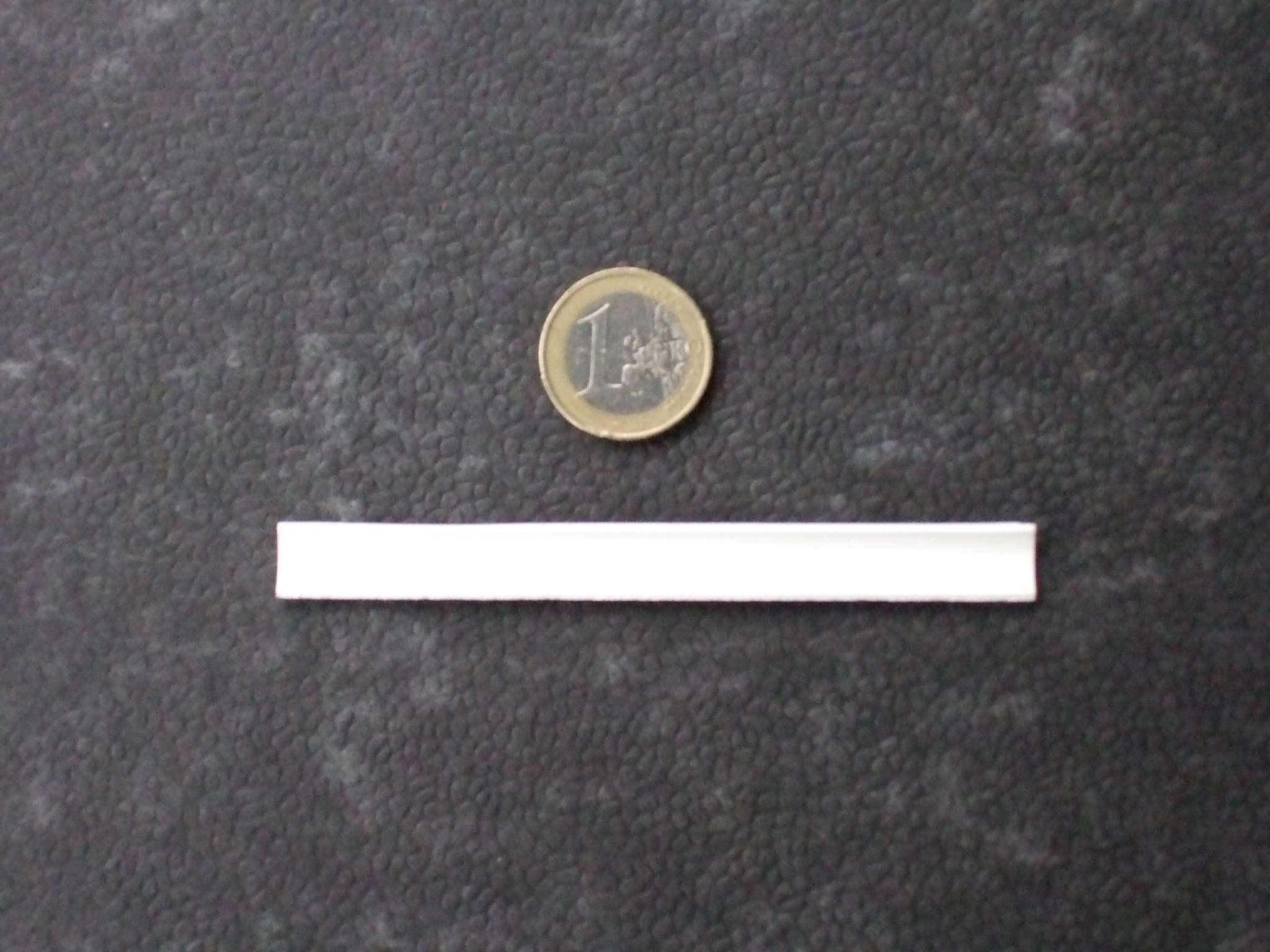
Magnesiarinne mit einer 1 € Münze zum Größenvergleich.

Eine Magnesiarinne ist eine ca. 8 bis 10 cm lange, schmale etwas gewölbte weiße Rinne aus Magnesiumoxid (Magnesia). Sie wird im analytischen Labor wegen ihres außerordentlich hohen Schmelzpunktes (über 2600 °C) vor allem zur Vorprobenanalyse (z. B. Oxidationsschmelze) und zum Glühen oder Verbrennen geringer Substanzmengen verwendet.